# Açor-preto

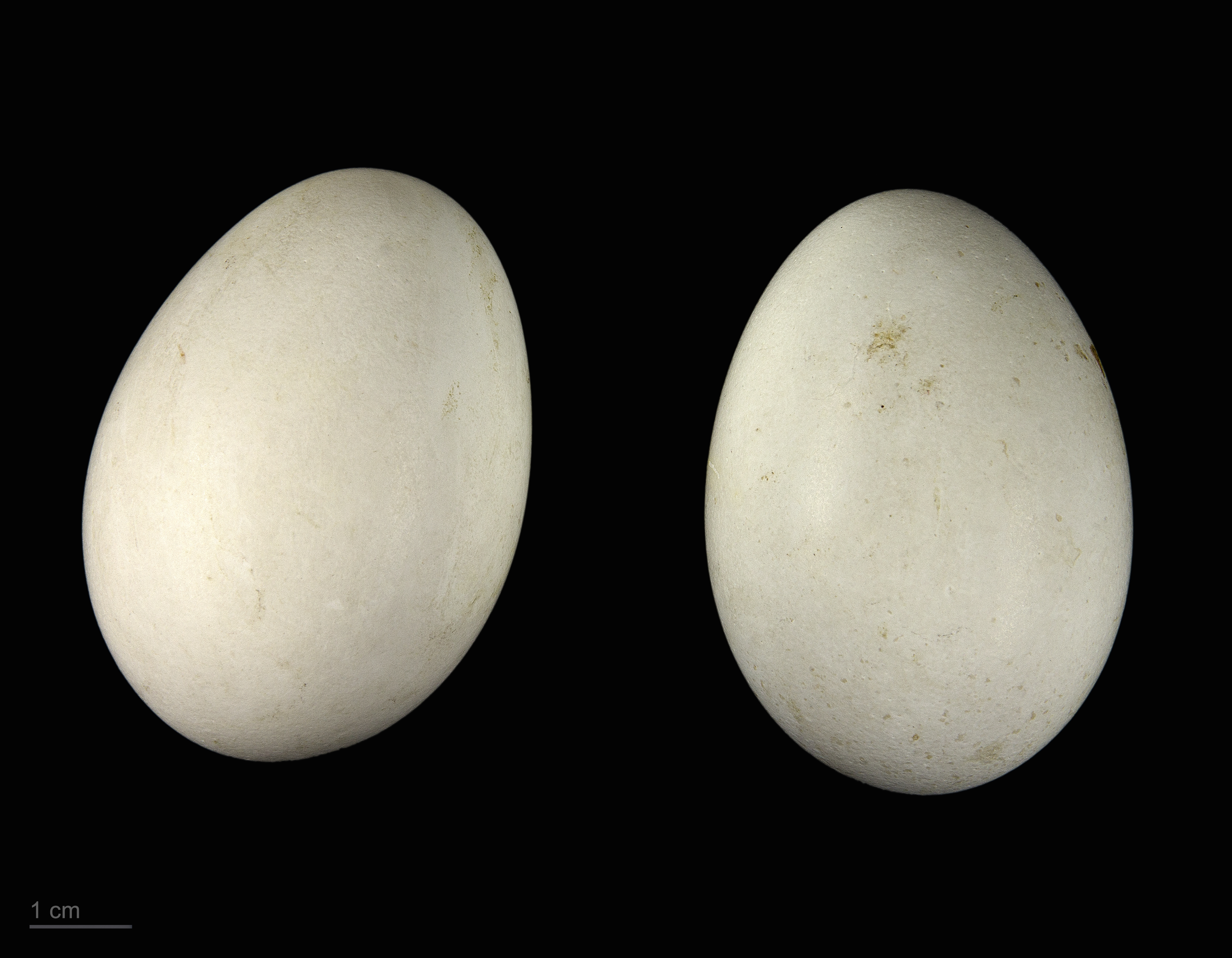
Accipiter melanoleucus - MHNT

O açor-preto (Accipiter melanoleucus) é uma espécie de ave de rapina da família Accipitridae.

## Distribuição geográfica
Pode ser encontrada nos seguintes países: Angola, Benin, Botswana, Burundi, Camarões, República Centro-Africana, República do Congo, República Democrática do Congo, Costa do Marfim, Guiné Equatorial, Etiópia, Gabão, Gambia, Gana, Guiné, Guiné-Bissau, Quénia, Lesoto, Libéria, Malawi, Mali, Moçambique, Namíbia, Níger, Nigéria, Ruanda, Senegal, Serra Leoa, Somália, África do Sul, Sudão, Essuatíni, Tanzânia, Togo, Uganda, Zâmbia e Zimbabwe.